# Chlewo (wieś w województwie wielkopolskim)
Chlewo – wieś w Polsce położona w województwie wielkopolskim, w powiecie ostrzeszowskim, w gminie Grabów nad Prosną.
W latach 1975–1998 miejscowość administracyjnie należała do województwa kaliskiego.

## Nazwa
W księdze łacińskiej Liber fundationis episcopatus Vratislaviensis (pol. Księga uposażeń biskupstwa wrocławskiego) spisanej za czasów biskupa Henryka z Wierzbna w latach 1295–1305 miejscowość wymieniona jest w zlatynizownej formie villa Chkewo.

## Historia
Miejscowość historycznie należy do ziemi wieluńskiej i związana była z Wielkopolską oraz z Dolnym Śląskiem. Ma metrykę średniowieczną i istnieje co najmniej od XIII wieku. Wymieniona po raz pierwszy w dokumencie sprzedaży wsi z 1266 pod nazwami „Chlewo, Chkewo”. Prawdopodobnie osada istniała jednak wcześniej ponieważ archeolodzy odnaleźli na terenie wsi grodzisko pierścieniowate .
Wieś została odnotowana w historycznych dokumentach prawnych, własnościowych i podatkowych. W 1266 była własnością książęcą płacącą dziesięcinę biskupowi wrocławskiemu. W roku 1305 oraz 1360 wymieniona w łacińskich dokumentach w tym samym charakterze, jako własność biskupstwa wrocławskiego. W 1441 źródła lokują miejscowość na ziemi ostrzeszowskiej i odnotowują podatek płacony przez mieszkańców z 22 łanów pól, a także pobór trzech grzywien z trzech karczm. W 1497 wieś została skonfiskowana Stanisławowi oraz jego żonie, a także bratu Jakubowi z powodu niestawienia się na wojnę. Ich dobra z nadania króla polskiego Jana I Olbrachta otrzymał szlachcic Piotr Zborowski. W 1498 w Kalinowej król potwierdził Janowi Zarembie nadanie dóbr rok wcześniej .
W początku XVI wieku wymienia ją Liber beneficiorum archidiecezji gnieźnieńskiej spisany przez Jana Łaskiego. W 1511 wieś leżała w powiecie ostrzeszowskim i liczyła 14 łanów. W 1638 we wsi wzniesiono filię kościoła w Bukownicy. W 1652 zbudowano nowy kościół filialny św. Marcina. W 1670 dziedzic wsi włączył role kościelne do swojego folwarku przez co stała się ona własnością szlachecką .
Po rozbiorach Polski miejscowość znalazła się w zaborze pruskim. Jako wieś, kolonię oraz dominium Chlewo (niem. Klewe) leżącą w powiecie ostrzeszowskim wymienia ją XIX-wieczny Słownik geograficzny Królestwa Polskiego. W 1880 liczyła 36 domów i 356 mieszkańców z czego 40. wyznawało ewangelicyzm, a 316 było katolikami. Słownik odnotował we wsi 85. analfabetów. W odległości 6 kilometrów od wsi była stacja pocztowa w miejscowości Grabów. Dominium miało 2832 morg rozległości, 15 domów, 244 mieszkańców, z czego 86 było ewangelików, 158 było katolikami. Odnotowano także 104 analfabetów. Słownik podaje także nazwisko dawnego właściciela Macieja Bojanowskiego.

## Zabytki
Do wojewódzkiego rejestru zabytków wpisany jest:
- kościół parafialny pod wezwaniem św. Marcina, drewniany, z 1651 r.